# Tatisaurus
Tatisaurus (лат.) —  род птицетазовых динозавров  из группы Thyreophora, живший в раннеюрскую эпоху, на территории нынешней Азии. Его окаменелые останки были найдены в Китае. Впервые описан палеонтологом Симмонсом в 1965 году. Представлен одним видом — T. oehleri.